# Steuergesetzbuch (Kasachstan)
Das Steuergesetzbuch der Republik Kasachstan (russisch Налоговый кодекс, „Nalogowyj kodex“) ist das kodifizierte Steuerrecht (einschließlich des Steuerverfahrens und indirekte Steuern) der Republik Kasachstan.
Bei der Mehrwertsteuer (Art. 228–276) gilt gemäß Art. 268 ein neuer Regelsatz von 12 % (zuvor 13 %). Das Gesetzbuch besteht aus 688 Artikeln. Das Steuergesetzbuch trat am 1. Januar 2009 in Kraft.